# Brian Baloyi
Brian Bafana Baloyi (Alexandra, 16 marzo 1974) è un ex calciatore sudafricano, di ruolo portiere.

## Carriera
Debuttò come professionista nel 1993 con il Kaizer Chiefs. Nel 2004 si è trasferito al Mamelodi Sundowns.
Convocato per la prima volta nella Nazionale sudafricana nel 1997, ha partecipato con essa al campionato del mondo 1998 in Francia ed al torneo olimpico del 2000 a Sydney.

## Palmarès

### Competizioni internazionali
- Coppa delle Coppe d'Africa

Kaizer Chiefs: 2001